# 関東在方掛
関東在方掛（かんとうざいかたがかり）とは、慶応3年1月26日（1867年3月2日）から慶応4年2月24日（明治元年/1868年3月17日）まで設置されていた江戸幕府の役職。役高は2,000石。勘定奉行並。

## 概要
江戸幕府が関東支配の支配強化のために従来の関東郡代に代わって設置した。相模国以外の関東地方を2分割し、下総国相馬郡の布佐陣屋（現在の千葉県我孫子市）常駐の者は常陸国・下総国・上総国・安房国を管轄し、上野国群馬郡の岩鼻陣屋（現在の群馬県高崎市）常駐の者は上野国・下野国・武蔵国及び下野国足尾銅山を管轄した。その職権は従来の関東郡代よりも強く、旗本知行所に対しても幕府直轄領に対する権限とほぼ同等の権限を行使できるようになった。だが、江戸幕府の解体に伴って廃止された。